# Sławomir Preiss

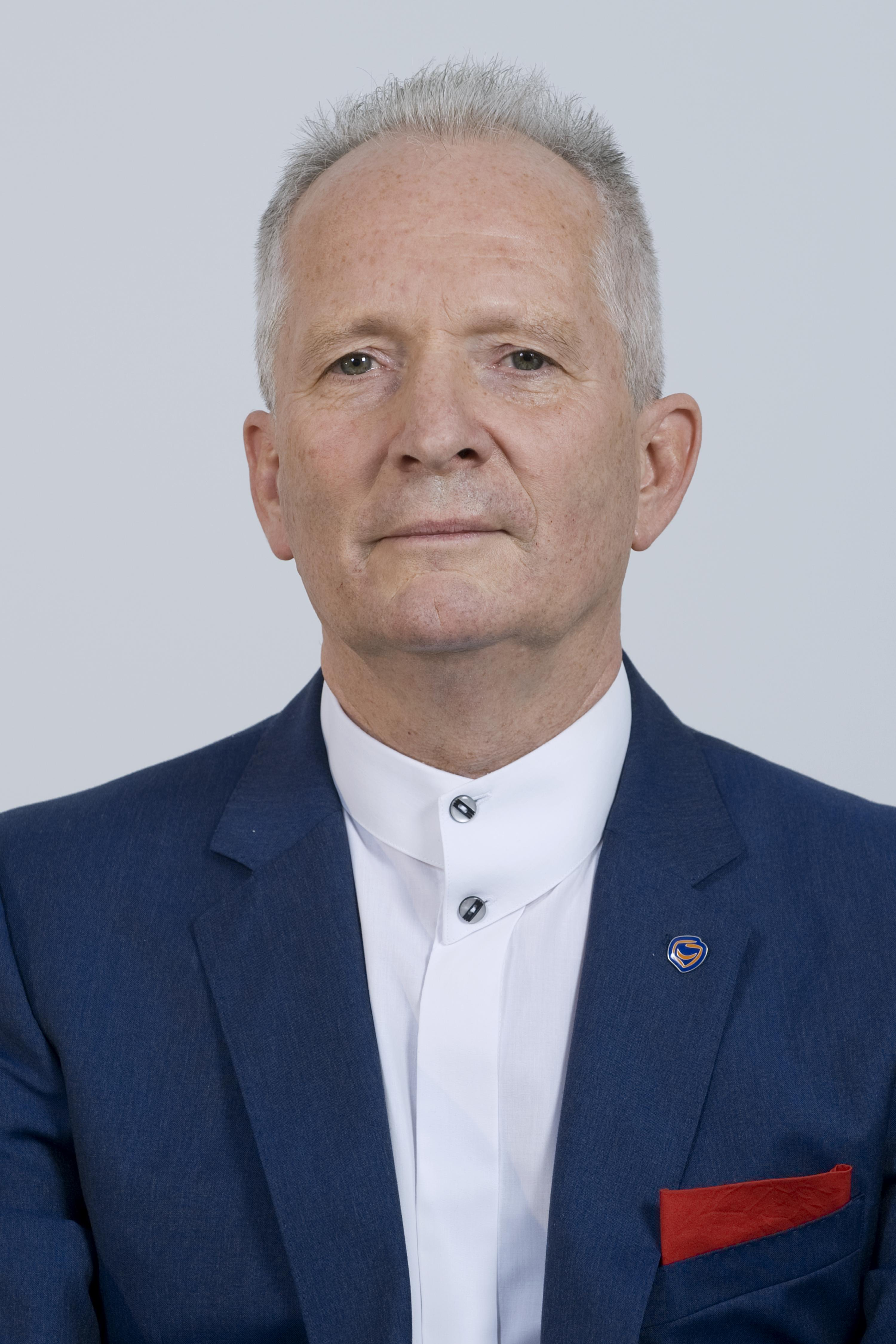
Sławomir Preiss (2011)

Sławomir Piotr Preiss (* 26. Juli 1952 in Stargard Szczeciński) ist ein polnischer Politiker der Platforma Obywatelska (Bürgerplattform).
Die Grundschule besuchte Preiss in Stargard Szczeciński und wechselte anschließend an ein Gymnasium in Stettin. Sławomir Preiss studierte Industriedesign an der Kunsthochschule Krakau (Akademia Sztuk Pięknych) und schloss mit einem Magister ab. Zwischen 1977 und 1985 war er Mitinhaber des Familienbetriebs Artystyczne Wyroby Metalowe PREISS (Kunstprodukte aus Metall Preiss). 1985 wurde er Mitinhaber des Fotounternehmens Boogie bevor er 1989 Inhaber des Werbeunternehmens Artpreiss wurde welches er bis 1997 betrieb. Zwischen 1990 und 1998 war er für zwei Amtsperioden Mitglied des Stadtrates von Stargard Szczeciński. 1997 wurde Sławomir Preiss Direktor des städtischen Museums von Stargard Szczeciński. 1998 wurde er Mitglied des Kreisrates des Powiats Stargardzki und blieb es für drei Amtsperioden bis zur vorgezogenen Parlamentswahlen 2007. Bei dieser konnte er im Wahlkreis 41 Szczecin mit 10.153 Stimmen ein Mandat für den Sejm erringen.
Sławomir Preiss ist verheiratet und hat ein Kind.

## Mitgliedschaften
1990 trat Sławomir Preiss in die OKP Solidarność ein, 1994 wechselte er zur Partia Konserwatywna (Konservative Partei) und blieb hier bis 1996. Mit der Gründung des Wahlbündnisses Akcja Wyborcza Solidarność trat er 1996 in dieses ein und blieb ihr Mitglied bis 2001. 2001 trat Preiss in die Bürgerplattform ein.